# Cyril Riley
Cyril Riley (Lake Cargelligo, 1997), beter bekend onder zijn artiestennaam Cyril, is een Australisch dj en muziekproducent gespecialiseerd in house en dance. Hij brak in 2023 door met zijn single Stumblin' In, een remix van het gelijknamige nummer van Chris Norman en Suzi Quatro.

## Biografie
Riley groeide op in Lake Cargelligo in New South Wales, Australië. In zijn tienerjaren was hij woonachtig in Townsville. Riley speelde gitaar, piano, drums en begon in zijn late tienerjaren met het produceren van muziek. Naar eigen zeggen ging Riley door periodes van dakloosheid en drugsverslaving. Ook werkte hij in een boerderij, maar zijn passie lag bij het produceren van muziek. Riley ging naar de Charles Darwin Universiteit.
In 2021 begon Riley onder de artiestennaam Cyril in Darwin met het remixen van bekende nummers op verschillende platforms. Zo remixte hij de singles Escape (The Piña Colada Song) van Rupert Holmes en Let Me Love You van Mario tot deephouse tracks.
In 2023 remixte Cyril de single "Stumblin' In" van Chris Norman en Suzi Quatro. Het nummer ging viraal op TikTok. Onder andere de spelers van FC Bayern München gebruikten het nummer voor een TikTok video. Ook in de hitlijsten van diverse Europese landen werd Stumblin' In een grote hit, waaronder Duitsland, Oostenrijk, Zwitserland en Verenigd Koninkrijk. In de Nederlandse Top 40 stond Stumblin In zes weken op de eerste plaats. Daarnaast werd het nummer in Nederland in april 2024 het meest gedraaide nummer op de radio. Cyril bracht kort na Stumblin In' een remix uit van Disturbed's cover van The Sound of Silence van Simon & Garfunkel. Ook deze single haalde de hitlijsten in meerdere landen. In de Nederlandse Top 40 werd de tweede plaats bereikt.

## Discografie

### Ep's
| Jaar | Titel           |
| ---- | --------------- |
| 2024 | From Down Under |
| 2024 | To the World    |

### Singles
| Jaar | Titel                                           |
| ---- | ----------------------------------------------- |
| 2023 | Stumblin' In                                    |
| 2024 | The Sound of Silence (Cyril remix)              |
| 2024 | Fall at Your Feet (met Dean Lewis)              |
| 2024 | True (met Kita Alexander)                       |
| 2024 | Before I Let You Go (met MarcLo)                |
| 2024 | World Gone Mad (met Robin Schulz en Sam Martin) |
| 2024 | Still Into You (met Maryjo)                     |

- MusicBrainz: 16e3cf10-13c4-4873-af5c-5a91474c0f6c
- Nationale bibliotheek van Australië: 58791816
- Virtual International Authority File: 184148389358610711158